# La Bastida de Pena
La Bastida de Pena (en francès Labastide-de-Penne) és un municipi francès situat al departament de Tarn i Garona i a la regió d'Occitània.

## Demografia
| 1962                                       | 1968 | 1975 | 1982 | 1990 | 1999 | 2007 |
| ------------------------------------------ | ---- | ---- | ---- | ---- | ---- | ---- |
| 127                                        | 145  | 140  | 146  | 155  | 143  | 132  |
| Des de 1962: població sense dobles comptes |      |      |      |      |      |      |

## Administració
| Període   | Identitat             | Partit |
| --------- | --------------------- | ------ |
| 2001-2008 | Anne-Marie Borderie   |        |
| 2008-     | Jean-Michel Roumiguié | UMP    |